# Samuel Hazard Cross
Samuel Hazard Cross (ur. 1891, zm. 1946) – amerykański historyk, badacz dziejów średniowiecznej Rusi.

## Życiorys
W latach 1913/1914 studiował w Petersburgu. W okresie dwudziestolecia międzywojennego pracował jako attaché handlowy ambasady amerykańskiej w Brukseli. Od 1928 wykładowca Harvard University (od 1930 profesor). Specjalizował się w dziejach Rusi. Był autorem pierwszego angielskiego przekładu na język angielski Latopisu Nestora. Był redaktorem mediewistycznego pisma „Speculum: A Journal of Medieval Studies”. 

## Wybrane publikacje
- Les civlisations slaves à travers les siècles, préf. d'Alfred Fichelle, trad. Pierre Poivre, Paris: Payot 1955.